# Liste der Sieger der Tour Down Under
Die Sieger der Tour Down Under mit den Gewinnern der Gesamtwertung, der Bergwertung, der Punkte- bzw. Sprintwertung, der Wertung der unter 25-Jährigen und der Mannschaftswertung.
| Jahr | Sieger                | Bergwertung           | Punkte- bzw. Sprintwertung | Schwarzes Trikot       | Mannschaftswertung              |
| ---- | --------------------- | --------------------- | -------------------------- | ---------------------- | ------------------------------- |
| 1999 | Stuart O’Grady        | Christian Andersen    | Brett Aitken               | Cadel Evans            | Home-Jack & Jones               |
| 2000 | Gilles Maignan        | René Jørgensen        | Guillaume Auger            | Sandy Casar            | Ag2r Prévoyance                 |
| 2001 | Stuart O’Grady        | Robert Tighello       | Graeme Brown               | Gene Bates             | Crédit Agricole                 |
| 2002 | Michael Rogers        | Cadel Evans           | Robbie McEwen              | David McPartland       | Mapei-Quickstep                 |
| 2003 | Mikel Astarloza       | Cadel Evans           | Andrea Tafi                | Gene Bates             | Once Eroski                     |
| 2004 | Patrick Jonker        | Paolo Tiralongo       | Robbie McEwen              | Philippe Gilbert       | UniSA                           |
| 2005 | Luis León Sánchez Gil | Gene Bates            | Robbie McEwen              | Luis León Sánchez Gil  | Liberty Seguros-Würth           |
| 2006 | Simon Gerrans         | Cadel Evans           | Allan Davis                | William Walker         | UniSA                           |
| 2007 | Martin Elmiger        | Serge Pauwels         | Laurent Brochard           | Simon Clarke           | Predictor-Lotto                 |
| 2008 | André Greipel         | Philippe Gilbert      | André Greipel              | José Joaquín Rojas Gil | Française des Jeux              |
| 2009 | Allan Davis           | Markel Irízar         | Allan Davis                | José Joaquín Rojas Gil | Française des Jeux              |
| 2010 | André Greipel         | Thomas Rohregger      | André Greipel              | Jürgen Roelandts       | Ag2r La Mondiale                |
| 2011 | Cameron Meyer         | Luke Roberts          | Matthew Goss               | Cameron Meyer          | Movistar Team                   |
| 2012 | Simon Gerrans         | Rohan Dennis          | Edvald Boasson Hagen       | Rohan Dennis           | RadioShack-Nissan               |
| 2013 | Tom Slagter           | Javier Moreno         | Geraint Thomas             | Tom Slagter            | RadioShack Leopard              |
| 2014 | Simon Gerrans         | Adam Hansen           | Simon Gerrans              | Jack Haig              | Orica GreenEdge                 |
| 2015 | Rohan Dennis          | Jack Bobridge         | Daryl Impey                | Rohan Dennis           | Movistar Team                   |
| 2016 | Simon Gerrans         | Sergio Henao          | Simon Gerrans              | Jay McCarthy           | Cannondale Pro Cycling Team     |
| 2017 | Richie Porte          | Thomas De Gendt       | Caleb Ewan                 | Jhonatan Restrepo      | UniSA–Australia                 |
| 2018 | Daryl Impey           | Nicholas Dlamini      | Peter Sagan                | Egan Bernal            | Bahrain-Merida                  |
| 2019 | Daryl Impey           | Jason Lea             | Patrick Bevin              | Chris Hamilton         | UAE Team Emirates               |
| 2020 | Richie Porte          | Joey Rosskopf         | Jasper Philipsen           | Pavel Sivakov          | Team Ineos                      |
| 2023 | Jay Vine              | Mikkel Frølich Honoré | Michael Matthews           | Magnus Sheffield       | UAE Team Emirates               |
| 2024 | Stephen Williams      | Luke Burns            | Sam Welsford               | Isaac Del Toro         | Decathlon AG2R La Mondiale Team |
| 2025 | Jhonatan Narvaez      | Fergus Browning       | Sam Welsford               | Albert Philipsen       | Lidl-Trek                       |